# Lillsjön (Anundsjö socken, Ångermanland, 706552-158385)
Lillsjön är en sjö i Örnsköldsviks kommun i Ångermanland och ingår i Moälvens huvudavrinningsområde. Sjön har en area på 0,0792 kvadratkilometer och ligger 301,2 meter över havet. Sjön avvattnas av vattendraget Södra Anundsjöån (Skalmsjöån).

## Delavrinningsområde
Lillsjön ingår i det delavrinningsområde (706523-158337) som SMHI kallar för Inloppet i Holmsjön. Medelhöjden är 308 meter över havet och ytan är 19,46 kvadratkilometer. Det finns inga avrinningsområden uppströms utan avrinningsområdet är högsta punkten. Södra Anundsjöån (Skalmsjöån) som avvattnar avrinningsområdet har biflödesordning 2, vilket innebär att vattnet flödar genom totalt 2 vattendrag innan det når havet efter 107 kilometer. Avrinningsområdet består mestadels av skog (52 procent) och sankmarker (42 procent). Avrinningsområdet har 0,22 kvadratkilometer vattenytor vilket ger det en sjöprocent på 1,1 procent.